# Дворец Корнякта
Дворе́ц Корня́кта (королевская каменица, пол. kamienica Królewska we Lwowie) — памятник ренессансной жилищной архитектуры во Львове (Украина), расположен на площади Рынок, 6.

## История
Здание построено в 1580 году архитектором П. Барбоном, с участием Павла Римлянина для богатого львовского купца греческого происхождения Константина Корнякта. В это время здание было самым импозантным в городе.
Современный вид дворца Корнякта представляет собой конгломерат разновременных и разностилевых наслоений, сочетая элементы готики, ренессанса, ампира. По заказу польского короля Яна III Собеского, владевшего зданием, его объединили с соседним зданием и перестроили в дворцовую резиденцию с комнатами и залом для аудиенций. Внутри был устроен так называемый Итальянский дворик, трёхъярусная аркада-лоджия. В 1686 году в тронном зале на втором этаже львовской королевской резиденции был подписан «Вечный мир» между Речью Посполитой и Русским царством.
С 1908 по 1939 год в здании размещался Национальный музей имени короля Яна III, после 1939 один из отделов Львовского исторического музея.
В 1991–1993 годах институтом «Укрзападпроектреставрация» были проведены реставрационные работы.

## Галерея

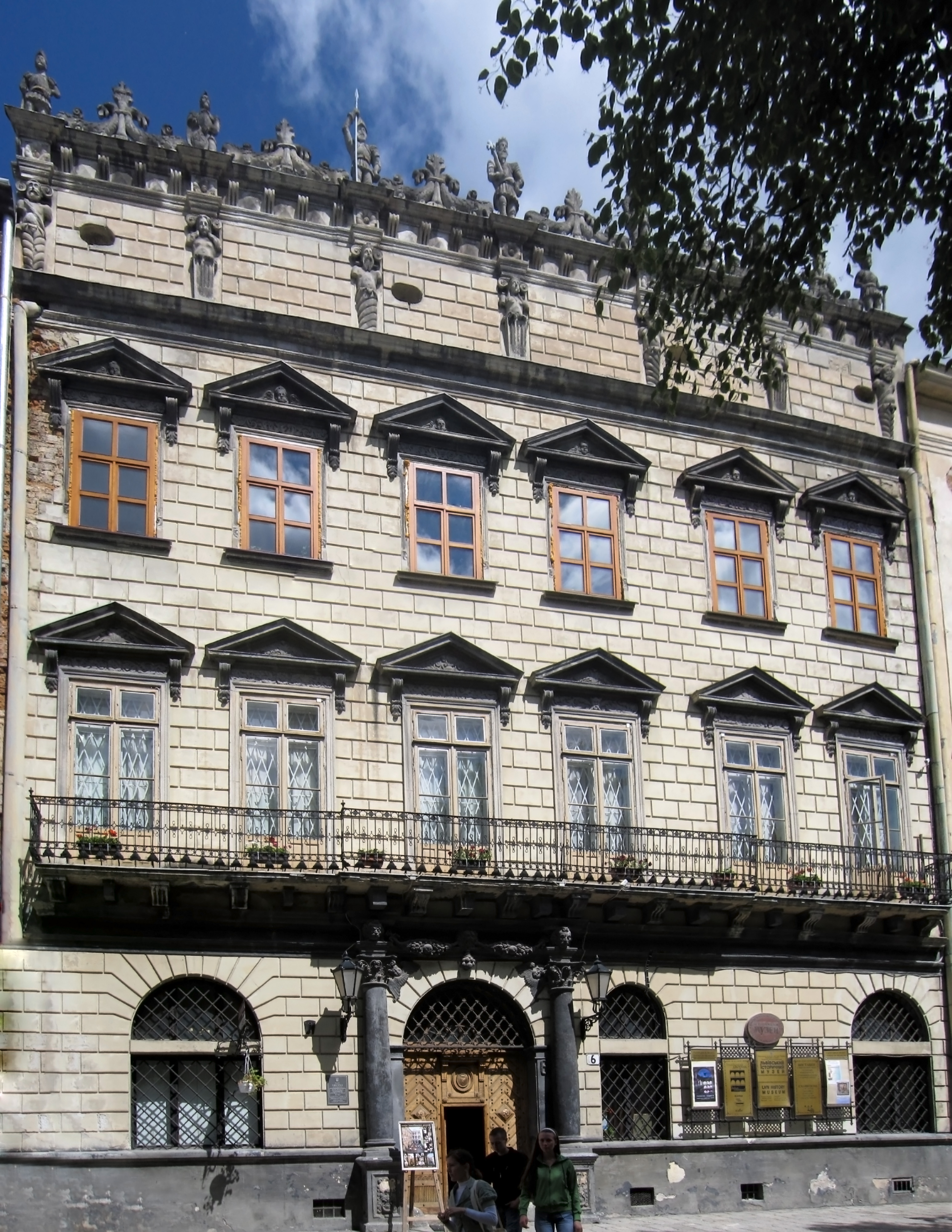
Главный фасад дворца Корнякта
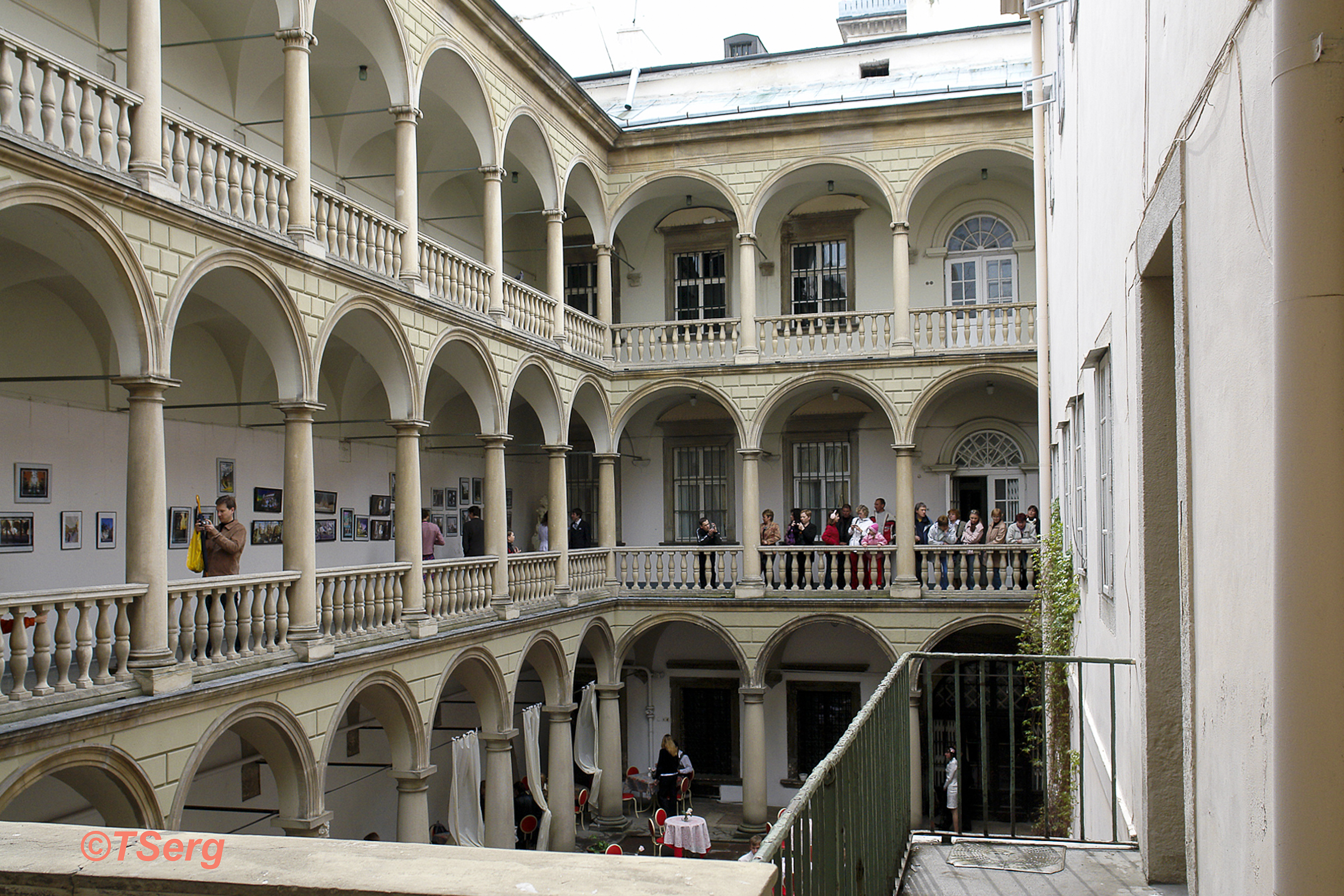
Итальянский дворик
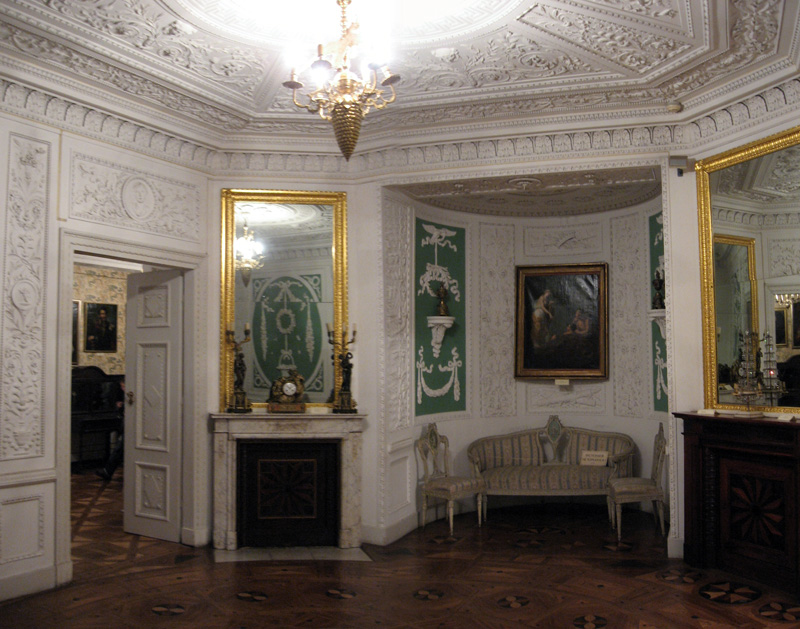
Тронный зал, в котором был подписан «Вечный мир» между Россией и Польшей (1686)